# Massimo Cavalli
Massimo Cavalli (* 12. Januar 1930 in Locarno; † 26. September 2017 in Massagno, heimatberechtigt in Verscio) war ein Schweizer Maler, Zeichner und Kupferstecher.

## Leben und Werk
Massimo war Sohn des Nansen und dessen Ehefrau Maria geborene Buzzi. Er heiratete Annamaria Malaguerra, Tochter des Carlo. Er war Maler und Graveur einer abstrakt-formalen Sprache. Er wurde an der Accademia di Belle Arti di Brera ausgebildet, wo er Schüler von Aldo Carpi war. In den Jahren 1960–1961 war er zu Gast bei dem Istituto Svizzero in Rom. Von 1962 bis 1980 hatte er sein Atelier in Mailand, wo er in der Galleria del Milione (1967 und 1974) ausstellte. Im Jahr 1980 ließ er sich dauerhaft in Massagno nieder. Als Lehrer für Gravur am Schulzentrum für künstlerische Industrien (CSIA) in Lugano von 1974 bis 1992 führte er auch verschiedene Arbeiten der angewandten Kunst aus, von Glasmalerei bis zu Mosaiken und Wandteppichen.
Zu seinen Ausstellungen gehören Einzelausstellungen in der Pinacoteca comunale Casa Rusca in Locarno (1989), in der Villa dei Cedri in Bellinzona (1990 und 1997) und im Musée Jenisch in Vevey (1996) sowie die Ausstellung im Convento vecchio in Astano.
Von 1990 bis 1997 war er Mitglied der kantonalen Kommission für Bildende Kunst.